# Vilken härlig dag (album av Lotta Engbergs)
Vilken härlig dag är ett studioalbum av det svenska dansbandet Lotta Engbergs. Albumet släpptes år 2000. Det var mer vispopinspirerat än tidigare album. Albumet placerade sig som högst på 17:e plats på den svenska albumlistan. Albumet är Lotta Engbergs sista, bandet upplöstes 2002.

## Låtlista
| Nr  | Titel                                                          | Låtskrivare                                                  | Längd |
| --- | -------------------------------------------------------------- | ------------------------------------------------------------ | ----- |
| 1.  | "Vilken härlig dag"                                            | Hans Backström, Peter Bergqvist                              | 2:31  |
| 2.  | "En liten stund på Jorden"                                     | Mikael Wendt, Christer Lundh                                 | 3:17  |
| 3.  | "Brinner för dig"                                              | Per-Arne Tigerberg, Jan Broman                               | 3:01  |
| 4.  | "Blå, blå är himmelen"                                         | Steve Eriksson                                               | 3:06  |
| 5.  | "Bang en boomerang"                                            | Benny Andersson, Björn Ulvaeus, Stikkan Anderson             | 2:56  |
| 6.  | "Dröm om mig (Save Your Love) (duett Lotta Engberg-Peter Åhs)" | John Edward, Sue Edward, Britt Lindeborg, Anne-Marie Nilsson | 2:50  |
| 7.  | "Så tokig var jag i dig"                                       | Fredrik Möller, Ola Hallberg                                 | 3:01  |
| 8.  | "Det vackraste av ord"                                         | Henrik Sethsson, Jana Wähämäki                               | 3:02  |
| 9.  | "Tennessee Waltz"                                              | Redd Stewart, Pee Wee King                                   | 2:15  |
| 10. | "Stunderna av lycka"                                           | Thomas Thörnholm, Camilla Andersson, Danne Attlerud          | 3:14  |
| 11. | "Kom"                                                          | Henrik Sethsson, Jana Wähämäki                               | 3:26  |
| 12. | "Som en stjärnas ljus"                                         | Tommy Kaså                                                   | 3:14  |
| 13. | "Lyckan ler mot mig"                                           | Mikael Wendt, Christer Lundh                                 | 3:00  |
| 14. | "För kärleken"                                                 | Hans Backström, Peter Bergqvist                              | 3:20  |

## Medverkande musiker
- Lotta Engberg - Sång
- Peter Ljung - Piano
- Lasse Wellander - Gitarr
- Prem Sandell - Slagverk
- Pernilla Emme - Kör
- Leif Ottebrand - Keyboard
- Pedro Johansson - Keyboard
- Per Strandberg - bas

## Hitlåtar
Flera sånger från albumet försökte ta sig in på hitlistan Svensktoppen.

### Blå, blå är himmelen
Blå, blå är himmelen, skriven av Steve Eriksson, testades den 25 augusti 2001 på Svensktoppen , men missade listan .

### Brinner för dig
Brinner för dig låg på Svensktoppen i två omgångar, den 2 december år 2000 (sjunde plats)  och den 9 december år 2000 (åttonde plats)  innan den åkte ur .

### En liten stund på Jorden
Albumets stora hitlåt var den visinspirerade En liten stund på Jorden, som under det 12 omgångar långa besöket på Svensktoppen från 10 juni år 2000  till den 26 augusti år 2000  som bäst låg på femte plats den 29 juli år 2000 . En liten stund på Jorden skrevs av Christer Lundh och Mikael Wendt, och sångtexten handlar bland annat om skogspromenader.

### Vilken härlig dag
Vilken härlig dag är också albumets titelspår. Sången Vilken härlig dag är en sommarsång om semesterledighet och skrevs av Peter Bergqvist och Hans Backström i arrangemang av Leif Ottebrand. Vilken härlig dag gick den 3 februari 2001  upp på tionde plats på Svensktoppen, och hade den 10 februari 2001  klättrat upp till nionde plats. Därefter slogs sången ut från Svensktoppen .

### Listplaceringar
| Lista (2000) | Topplacering |
| ------------ | ------------ |
| Sverige      | 17           |

### Fotnoter
1. ↑  ”Danswebb”. Arkiverad från originalet den 5 mars 2016. https://web.archive.org/web/20160305002933/http://www.dans-web.nu/skivor/index.php?pid=view&ref_cd=570. Läst 9 juni 2011.
2. ↑  ”Aftonbladet”. 19 september 2000. http://wwwc.aftonbladet.se/noje/kronikor/dans/dans000919.html. Läst 29 maj 2011.
3. ↑  Vilken härlig dag på Svensk mediedatabas
4. ↑  Vilken härlig dag på Svensk mediedatabas
5. ↑  Svensktoppen - 25 augusti 2001
6. ↑  Svensktoppen - 1 september 2001
7. ↑  Svensktoppen - 2 december 2000
8. ↑  Svensktoppen - 9 december 2000
9. ↑  Svensktoppen - 16 december 2000
10. ↑  Svensktoppen - 10 juni 2000
11. ↑  Svensktoppen - 26 augusti 2000
12. ↑  Svensktoppen - 29 juli 2000
13. ↑  Svensktoppen - 3 februari 2001
14. ↑  Svensktoppen - 10 februari 2001
15. ↑  Svensktoppen - 17 februari 2001
16. ↑  ”Vilken härlig dag”. Swedishcharts. 25 februari 2000. http://swedishcharts.com/showitem.asp?interpret=Lotta+Engberg&titel=Vilken+h%E4rlig+dag&cat=a. Läst 4 november 2007.